# Chè kho
Chè kho (còn được gọi là Chè khoán) là một món ngọt phổ biến ở đồng bằng Bắc Bộ, thường được làm để cúng rằm, mồng một, giỗ chạp hay lễ Tết và bày bán ở các chợ quê.

## Chè kho đậu xanh
Món chè này làm từ đậu xanh và đường để có màu vàng đẹp. Có thể thêm chút dầu chuối hoặc vani và vừng rang cho thơm. Đậu xanh ngon ngâm nước 6-8 tiếng rồi đãi vỏ, đem đồ chín và đánh tơi. Sau đó cho đậu vào nước đường khuấy đều tay đến khi chè quánh lại, đổ ra khay hoặc đĩa rồi rắc vừng. Với thành phẩm được hút chân không có thể bảo quản 3-4 ngày khi trời nóng và tới 10 ngày khi trời rét hoặc trong tủ lạnh.

## Chè kho mật nếp
Món chè này còn gọi là chè con ong. Thành phần của nó làm từ gạo nếp, mật mía, gừng, lạc và vừng rang. Gạo nếp ngon đem ngâm 4-5 tiếng. Sau đó cho vào chõ đồ thành xôi, nhưng thành phẩm nát hơn. Một cách dễ hơn là cho vào nồi cơm điện và nấu như nấu cơm, sau đó loại bỏ phần cháy cứng ở đáy nồi.
Gừng giã nhỏ, cho vào đun cùng mật mía tạo ra màu nâu đẹp mắt. Nếu dùng đường thì phải là đường đỏ, không dùng đường trắng hay đường đen. Dẫu vậy màu cũng nhợt nhạt hơn mật. Cho xôi vào hỗn hợp mật và đảo đều tay. Đun lửa vừa để không bị cháy. Đến khi sủi lăn tăn, dẻo quánh và đặc lại là được. Múc chè ra đĩa và tạo hình. Đem lạc rang bỏ vỏ, tách làm đôi và vừng rang rắc lên trang trí khi còn ấm. Chè có thể để được 2-3 ngày ở nhiệt độ phòng.

## Trong văn học
Sách giáo khoa Ngữ văn 11 có tác phẩm Vợ nhặt của nhà văn Kim Lân với món Chè khoán của bà cụ Tứ. Món này thực chất được nấu từ cám lợn thay vì đậu xanh.